# エキスポスタジオ 世界のひろば

番組が取り上げていた日本万国博覧会の会場（1970年4月撮影）

『エキスポスタジオ 世界のひろば』（エキスポスタジオ せかいのひろば）は、1970年4月1日から同年9月9日までフジテレビ系列局で放送されていた関西テレビ製作の情報番組である。放送時間は毎週水曜 22:00 - 22:30 （日本標準時）。

## 番組概要
毎回日本万国博覧会（大阪万博）関連の情報を伝えていた番組。同博覧会の協賛、三菱グループの単独提供で放送。キャスターは、当時関西テレビのアナウンサーだった熱田敏弘や有賀泰代などが務めていた。
| フジテレビ系列 水曜22:00枠 【三菱グループ単独提供枠】                                                                | フジテレビ系列 水曜22:00枠 【三菱グループ単独提供枠】         | フジテレビ系列 水曜22:00枠 【三菱グループ単独提供枠】 |
| 前番組 | 番組名                                                        | 次番組                                                |
| --- | ------------------------------------------------------------- | ----------------------------------------------------- |
| 三菱ダイヤモンドグローブ・ボクシング中継 （1967年4月5日 - 1970年3月25日） ※22:00 - 22:45 【水曜22:30枠へ移動・縮小】 | エキスポスタジオ 世界のひろば （1970年4月1日 - 1970年9月9日） | がめつい奴 （1970年9月16日 - 1970年12月30日）         |

| スタブアイコン | サブスタブ | この項目は、まだ閲覧者の調べものの参照としては役立たない、テレビ番組に関連した書きかけの項目です。この項目を加筆・訂正などしてくださる協力者を求めています（P:テレビ/PJ:放送または配信の番組）。 |